# Comuna Vipava
Vipava (Občina Vipava) este o comună din Slovenia, cu o populație de 5.185 de locuitori (2002).

## Localități

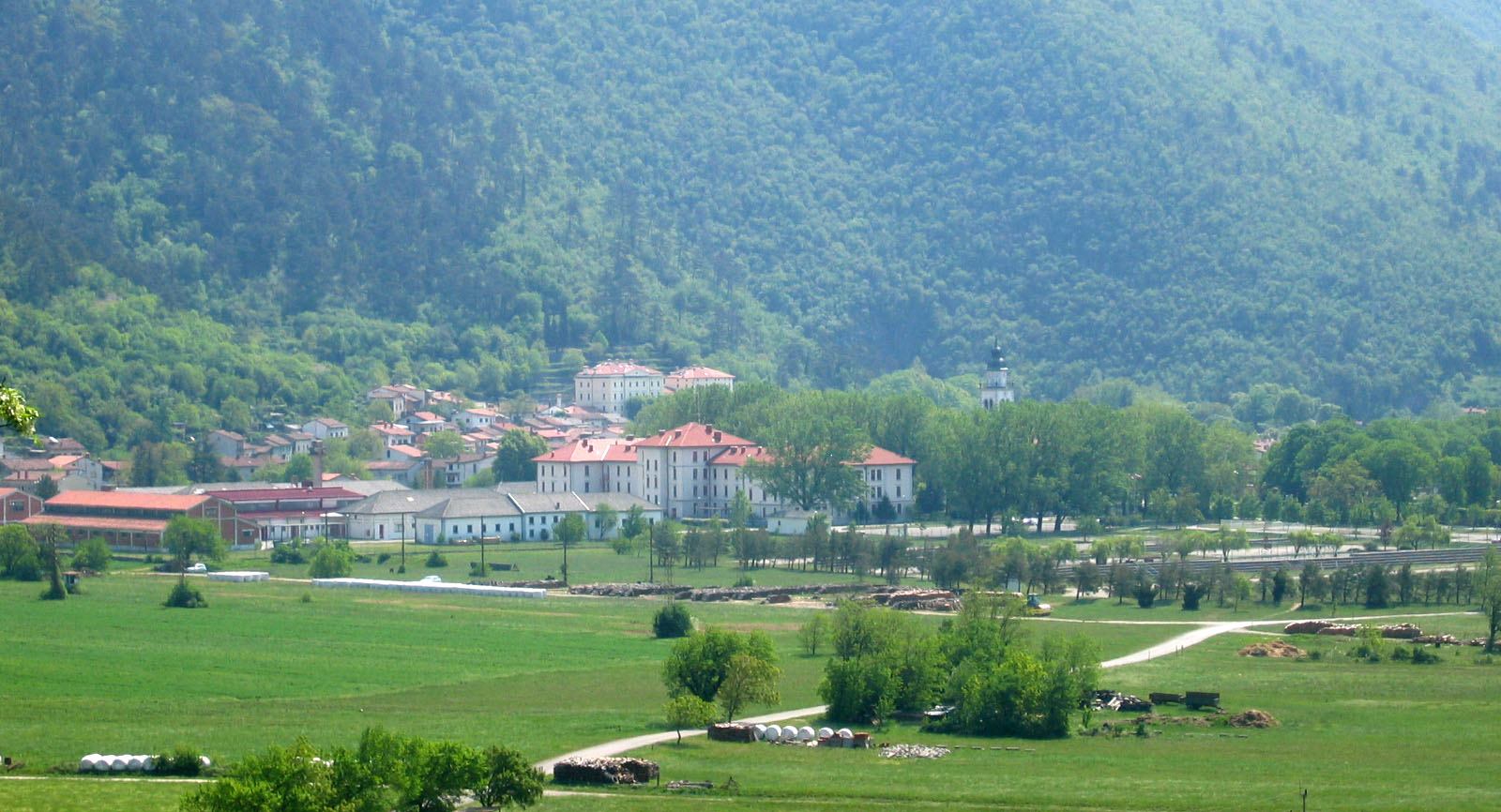
Vipava, vedere dinspre Zemono

Duplje, Erzelj, Goče, Gradišče pri Vipavi, Hrašče, Lozice, Lože, Manče, Nanos, Orehovica, Podbreg, Podgrič, Podnanos, Podraga, Poreče, Sanabor, Slap, Vipava, Vrhpolje, Zemono